# Casa dos Movilești
A Casa de Movileşti, também Movilă ou Moghilă (em romeno:  Movilești, em polonês/polaco:  Mohyła, em russo:  Могилы), foi uma família de boiardos do Principado da Moldávia, que se aparentou através do casamento com a família Muşatin – a tradicional Casa dos soberanos da Moldávia.
Segundo a lenda, o nome da família está ligado a Purice, arauto do príncipe Estêvão, o Grande (governou de 1457 a 1504). Diz-se que Purice ganhou o reconhecimento de Estêvão depois de se ajoelhar e ajudar o diminuto príncipe a montar um cavalo fresco durante a batalha. Depois de sair vitorioso, o voivoda concedeu-lhe grandes propriedades e disse-lhe que sua família seria conhecida não pela grosseira Purice ("pulga"), mas como Movilă ("colina").
Eles ganharam destaque político durante a última parte do século XVI. Vários dos Movileşti foram favoráveis a uma aliança com a Comunidade Polaco-Lituana, casaram-se com a família Potocki e refugiaram-se no sul da Polônia depois de serem confrontados com represálias otomanas (já não presentes nas competições pelo trono depois de 1634). Eles sobreviveram como szlachta, sendo agraciados com um brasão polonês (o brasão de armas de Mohyła).